# Glossamia trifasciata
Glossamia trifasciata és una espècie de peix de la família dels apogònids.

## Descripció
Pot arribar a fer 10 cm de llargària màxima. Té 7 espines i 9 radis tous a l'aleta dorsal i 2 espines i 8-10 radis tous a l'anal.

## Hàbitat
És un peix d'aigua dolça, demersal i de clima tropical (3°S-8°S).

## Distribució geogràfica
Es troba a Irian Jaya (Indonèsia) i Papua Nova Guinea.

## Observacions
És inofensiu per als humans.